# Rio Grande do Norte (hadihajó)
A CT-4 számú Rio Grande do Norte nevű romboló egy brazil hadihajó volt.

## Története

### Építése
A Brazil Haditengerészet megrendelésére a Yarrow Hajógyár kezdte építését Glasgow-ban. A romboló építését 1908-ban kezdték meg, s munka igen jól haladt, hiszen már június 11-én vízre bocsátották. A kisebb-nagyobb munkálatok befejeződése után a hajót útnak indították Brazília felé. Megérkezésének és szolgálatba állásának időpontjáról nincs pontos adat. Valószínűsíthető, hogy a többi Pará-osztályú rombolóval egy időben (1909 decemberében) kezdte működését. A hajó első parancsnoka Eugênio Elói de Andrade Câmara volt.

### Harci alkalmazása
Brazília 1917-es hadba lépése után a brazil hadihajók szerepe eddig sohasem látott teret nyert. A újonnan felállított Hadműveleti Tengerészeti Különítménynek (Portugálul:Divisão Naval em Operações de Guerra, röviden DNOG) vezérhajója a Bahia lett, kapitánya pedig Pedro Max Fernando Frontin admirális. A DNOG tagjává avatták továbbá a Pará-osztály négy rombolóját, köztük a Rio Grande do Nortét.
A DNOG feladata főként járőrözés lett volna, azonban az Antant minden tagja máshová kívánta küldeni a frissen érkezett hajókat. Míg az olaszok a Földközi-tenger védelmére, a franciák a Gibraltár és Észak-Afrika védelmére, addig az amerikaiak a csapataikkal való szoros együttműködésre akarták felhasználni a brazil hajókat. Azonban nem sokkal miután a brazil hajók elérték a Földközi-tengert a háború véget ért, így nagyobb konfliktusokban a brazil hajók nem vettek részt. A spanyolnátha járvány azonban 1918-ban elérte a hajókat. A 8 brazil hadihajón a háború során 103-an, míg a hazatérést követően 250-en vesztették életüket a betegség következtében.

### Parancsnokok
- Eugênio Elói de Andrade Câmara (1909 - ?)
- José Félix da Cunha Meneses (1918 - 1919?)
- César Augusto Machado da Fonseca (1920-as évek)
- Renato de Almeida Guillobel (1930-as évek)
- Paulo Mário da Cunha Rodrigues (1940-es évek)

## Technikai adatok
| - Vízkiszorítás: 560 tonna - Hosszúság: 73 méter - Szélesség: 7 méter - Merülés: 2,22 méter - Maximális merülési mélység: 2,42 méter - Hajtómű: 2 db Yarrow kazán, teljesítménye 8800 LE - Üzemanyag: 140 tonna szén | - Sebesség: 28 csomó - Hatótávolság: 1600 mérföld/15 csomó - Fegyverzet: - 2 db 102 mm-es ágyú - 4 db 47 mm-es ágyú - 2 db torpedóvetőcső - Legénység: 104 fő |

## Lásd még
- Brazília az első világháborúban
- Brazil Expedíciós Hadsereg